# Privatist
En privatist är en person som på egen hand läst in det som krävs för att ta examen. I Sverige är det till exempel möjligt att ta körkort som privatist.